# Kadalaveni, Gauribidanur
Kadalaveni là một làng thuộc tehsil Gauribidanur, huyện Chikkaballapur, bang Karnataka, Ấn Độ.